# Bečka secesija
Bečka secesija je pokret u umjetnosti koji je nastao u Austriji, a pridonio je širenju Art nouveaua. Osnovana je 1897. od 19 bečkih umjetnika koji prije toga napuštaju originalnu državnu asocijaciju. Prvi predsjednik i glavni osnivač, bio je Gustav Klimt. 

## Stil
Za razliku od drugih umjetničkih pokreta ne postoji određeni stil koji bi mogao povezivati sve umjetnike bečke secesije. Jedino što ih povezuje jest sama upravna zgrada, koja se smatrala ikonom pokreta. Odmah na ulazu u zgradu stoji napisana fraza "svakom vremenu njegova umjetnost, umjetnosti njena sloboda". Umjetnici bečke secesije imali su slobodu isprobavanja svake vrste umjetnosti, bez obzira jesu li stare škole to prihvatile ili ne. Nadali su se kako će stvoriti novi stil koji neće imati povijesnog utjecaja kao svi umjetnički radovi u prošlosti. Mladi umjetnici nisu više bili spremni pa su prihvaćali tutorstvo akademizma, zahtijevali su da izlažu na mjestima izvan "zakona tržišta", da okončaju kulturni izolacionizam Beča, da pozovu strane umjetnike, i da svoja djela pokažu izvan granica Austrije. Program secesije nije bio okrenut jedino estetskim načelima, već predstavlja i borbu za pravo na "slobodu umjetničkog stvaralaštva".
Secesija izdaje i svoj časopis, nazvan "Ver Sacrum" (Sveto proljeće). Časopis prikazuje masu dekorativnih radova krčeći put Art Deco razdoblju. Gustav Klimt bit će njihov suradnik čitave dvije godine. Arhitekti bečke secesije najčešće dekoriraju vanjštinu svojih zgrada s linearnim ornamentima. Otto Wagnerova kuća Majolika u Beču (napravljena 1898.) je tipičan primjer tog stila secesije kod arhitekata. 

## Umjetnici Bečke secesije
- Gustav Klimt
- Julius Exter
- Stanisław Dębicki
- Richard Gerstl
- Max Fabiani
- Oskar Kokoschka
- Jože Plečnik
- Egon Schiele
- Malva Schalek
- Carl Moll

## Vanjske poveznice
- Životopis Josefa Hofmana
- Wiener Werkstaette
- Umjetnost u Beču 1900. godine